# Santos Kaapstad
Santos FC of Engen Santos (sponsornaam) is een Zuid-Afrikaanse voetbalclub uit Kaapstad. De club werd in 1982 opgericht als Lightbody's Santos. 
In het seizoen 2011/12 degradeerde de club uit de Premier Soccer League, het hoogste niveau in Zuid-Afrika.

## Erelijst
- Landskampioen

2002
- Beker van Zuid-Afrika

2001, 2003